# Фролех
Фролех (словен. Froleh) — поселення в общині Света Ана, Подравський регіон‎, Словенія.